# Apnea (romanzo)
Apnea (titolo originale Mittvatten) è un romanzo giallo dello scrittore svedese Arne Dahl (pseudonimo di Jan Lennart Arnald) pubblicato in Svezia nel 2018.
È il terzo libro della serie che ha per protagonisti Sam Berger e Molly Blom.
La prima edizione italiana del romanzo è stata pubblicata nell'anno 2019 da Marsilio.

## Edizioni
- Arne Dahl, Apnea, traduzione di Alessandro Borini e Samanta K. Milton Knowles, Padova, Marsilio, 2019, ISBN 978-88-297-0018-9.